# Musikmakarna
Musikmakarna (Songwriters' Academy) är en yrkeshögskoleutbildning inom musikproduktion, grundad 1998 i Örnsköldsvik.
Musikmakarna är Sveriges första yrkeshögskoleutbildning för låtskrivare och musikskapare inom populärmusik. På 1990-talet efterlyste flera inom den svenska musikbranschen – däribland Marie Ledin och Joakim Bergman – en kvalificerad utbildning för unga musikmakare för att främja "det svenska musikundrets" vidare utveckling. Därför utvecklade skolans blivande rektor Ulla Sjöström i samarbete med bland andra Joakim Bergman och Frank Ådahl konceptet som 1998 grundades som Musikmakarna. Skolan erbjuder en tvåårig utbildning inom praktiskt musikskrivande och -producerande i direkt samarbete med olika musikförlag och skivbolag, som ofta beställer låtar för professionell lansering. Dessutom ingår övrig allmänorientering inom musikbranschen, musikhistorik, företagsekonomi, marknadsföring, produktion av musik för reklamfilm, dataspel etc.
År 2013 inleddes även ett nära samarbete med återkommande gästläraren Anders Bagge, som etablerade sin egen kompletterande musikskaparutbildning, Dreamhill Music Academy, i Örnsköldsvik i samverkan med Storumans folkhögskola, detta för att bredda elevunderlaget och även ge icke högskolekvalificerade elever tillgång till låtskrivarutbildning på folkhögskolebasis.

## Låtskrivare och artister som studerat vid Musikmakarna (urval)
| - Adam Woods - Amanda Aasa - Brandur Enni - Ellen Berg - Elvira Anderfjärd - Fanny Hultman - Ida Wiklund - Jakob Karlberg - Joel Berghult - Jonas Gladnikoff - Joy Deb - Kerstin Ljungström | - Linnea Deb - Mahan Moin - Martin Molin - Mary N'diaye - Nadja Evelina - Nea - Panda da Panda - Salvatore Ganacci - SHY Martin - SHY Nodi - Terese Fredenwall - XOV |